# Lampo
Lampo (em latim: Lampus; em grego: Λάμπος; romaniz.: Lámpos), na mitologia grega, era filho de Laomedonte, rei de Troia, e um dos irmão de Príamo. Era pai de Dôlops e, segundo Mário da Gama Kury, epônimo de Lamponeia, na Trôade. Segundo Pseudo-Apolodoro, foi morto por Héracles e Télamo em decorrência duma rixa entre Laomedonte e Héracles, porém, segundo Homero, ainda estava vivo durante a Guerra de Troia, quando atuou no conselho dos anciões.